# Elektrisch licht
Elektrisch licht is licht dat door elektriciteit opgewekt wordt. Dat kan zowel wisselspanning als gelijkspanning zijn, die geleverd wordt door het lichtnet, accu of batterij.

## Geschiedenis
Historisch waren de gloeilamp en de booglamp, die ongeveer in dezelfde tijd werden ontwikkeld, de eerste bronnen van het elektrisch licht, dat geleidelijk aan het voordien gebruikelijke gaslicht verdrong. Verlichting is de belangrijkste consumententoepassing van elektriciteit, zodat men in veel talen spreekt van 'licht' als elektriciteit wordt bedoeld. Zo noemt men het elektrisch laagspanningsnet ook wel het lichtnet.

## Types elektrische verlichting
In de loop van de tijd hebben verschillende soorten van elektrische verlichting ingang gevonden zoals: 
- Booglamp
- Gasontladingslamp, zoals de geisslerbuis en de neonlamp
- Gloeilamp in vele gedaantes, zoals de zaklamp, het voor- en achterlicht op een fiets, de knijpkat, de halogeenlamp
- Fluorescentielamp, de tl-lamp en de spaarlamp
- Ledlamp